# Paphiopedilum rothschildianum
Paphiopedilum rothschildianum là một loài lan hài được miêu tả năm 1888. Hoa nở cao điểm từ tháng 4 đến tháng 5.

## Hình ảnh

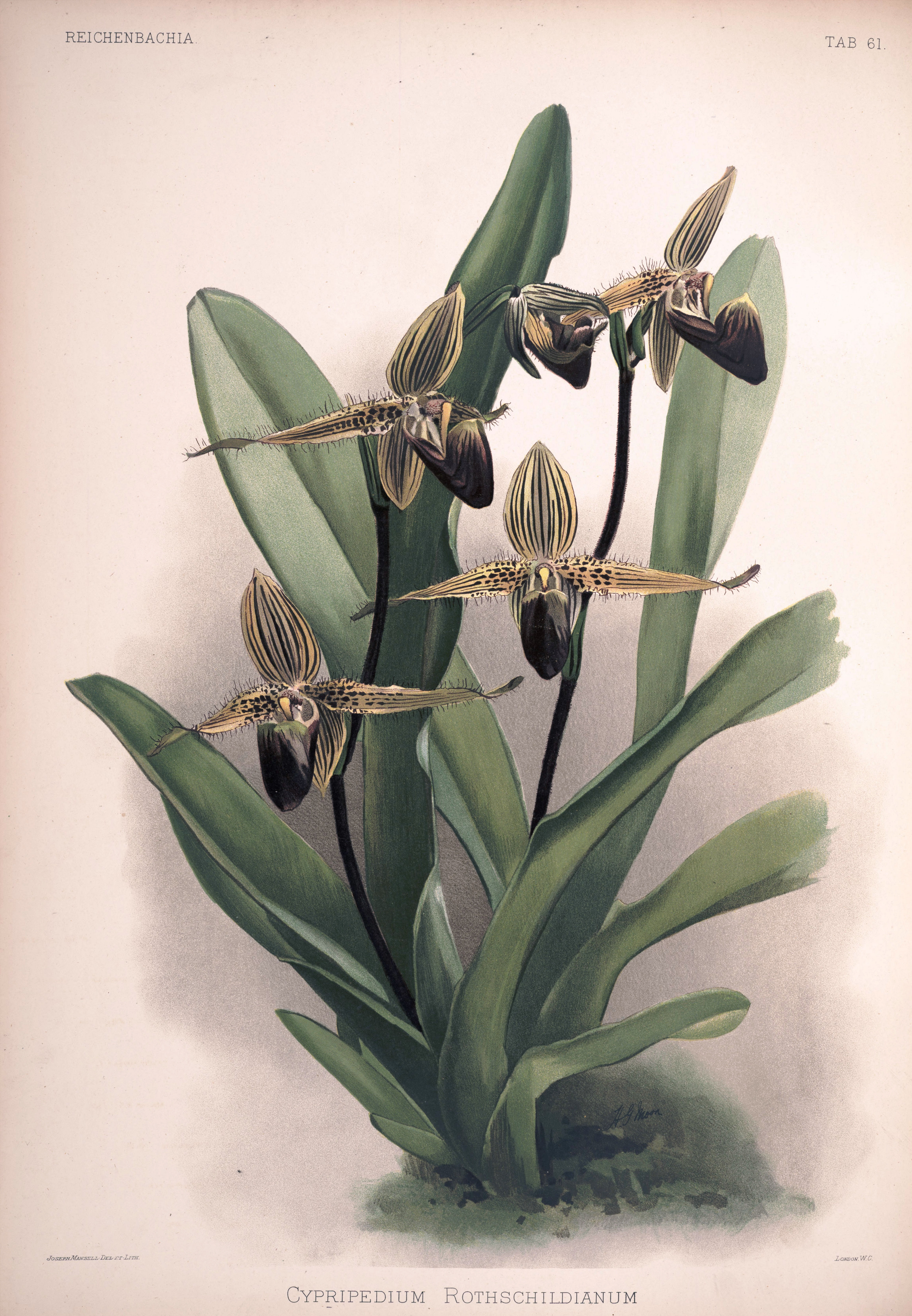
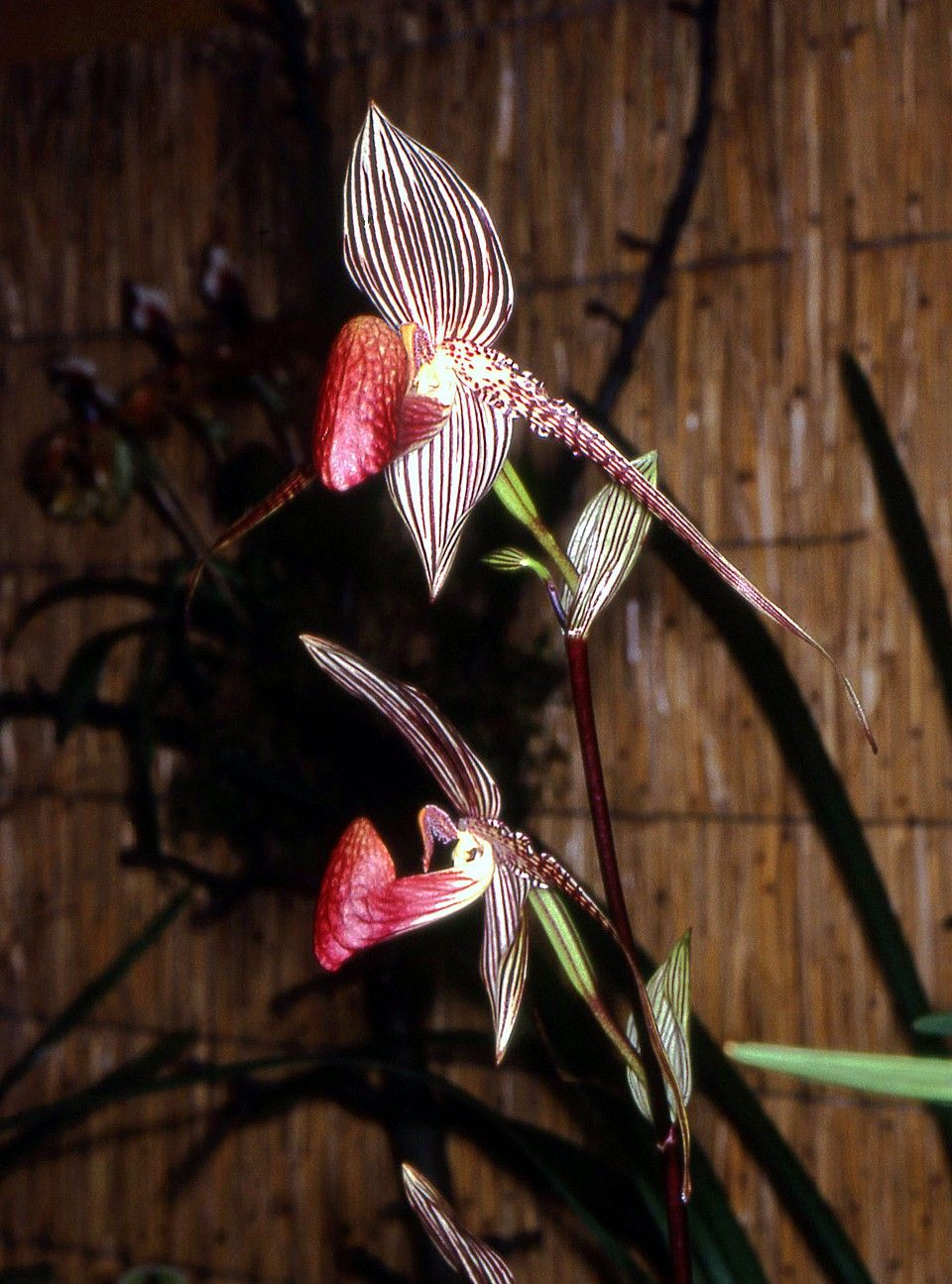
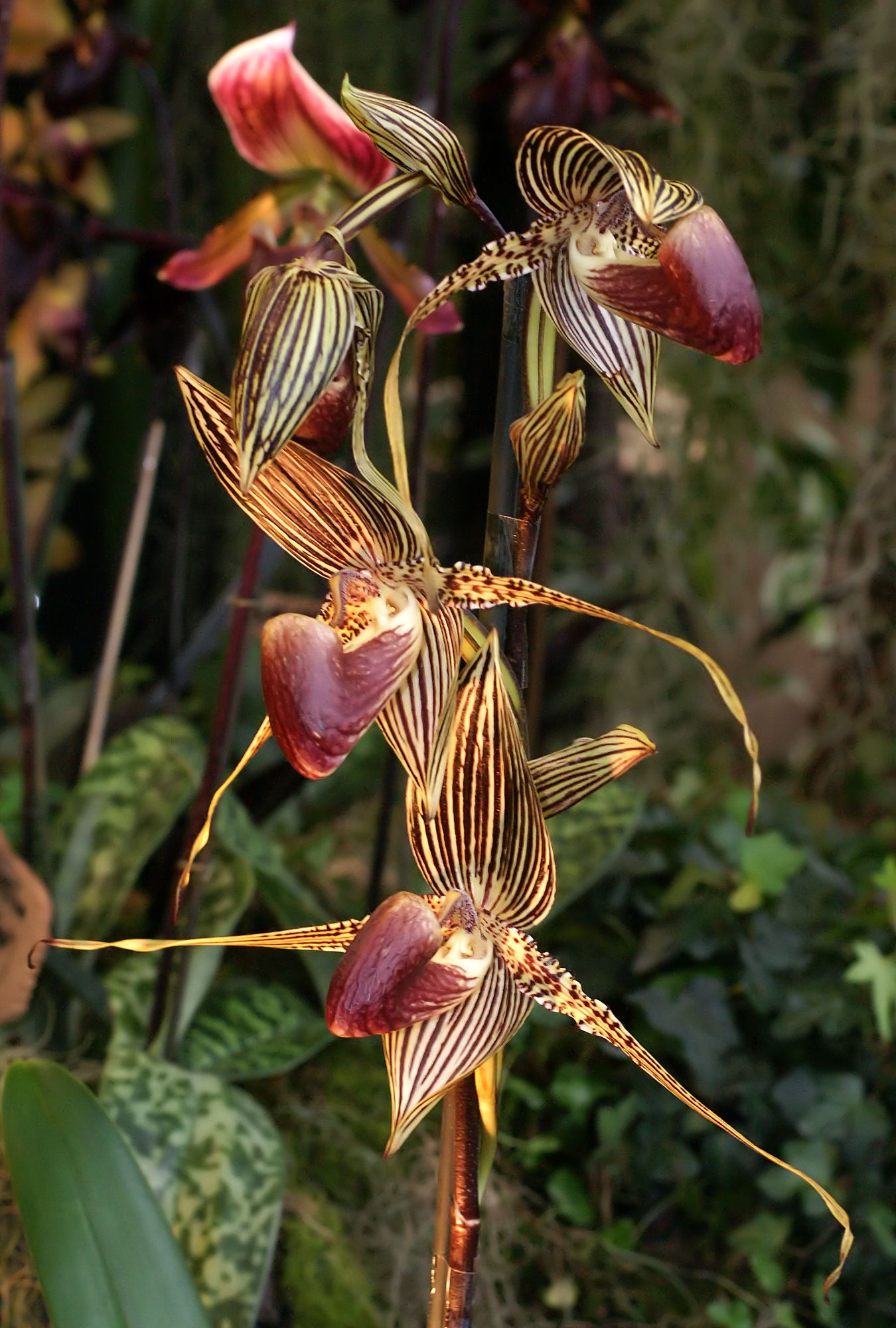
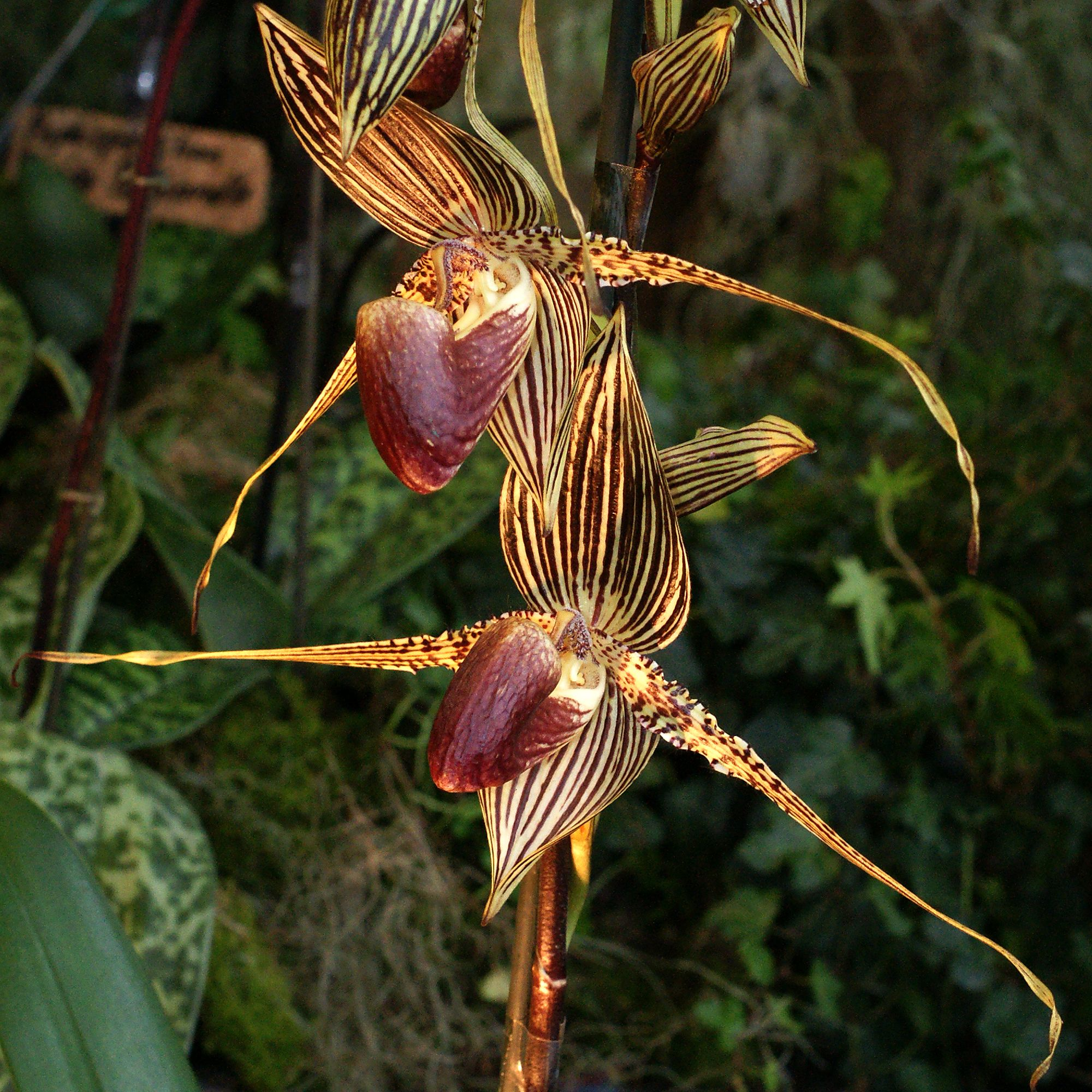

## Phân bố
Paphiopedilum rothschildianum phân bố ở rừng mưa quanh núi Kinabalu ở bắc Borneo, ở độ cao từ 500 đến 1200 mét trên mực nước biển.